# Pala della Madonna del Rosario di Orta
La Pala della Madonna del Rosario di Orta è un dipinto a olio di tavola realizzato intorno al 1603 da Francesco Curia e conservata nella Chiesa del Rosario a Orta di Atella
L'opera ha subito un importante lavoro di restauro ed è stata inaugurata il 31 ottobre 2024 alla presenza di Angelo Spinillo, vescovo della diocesi di Aversa.

## Storia

### La commissione

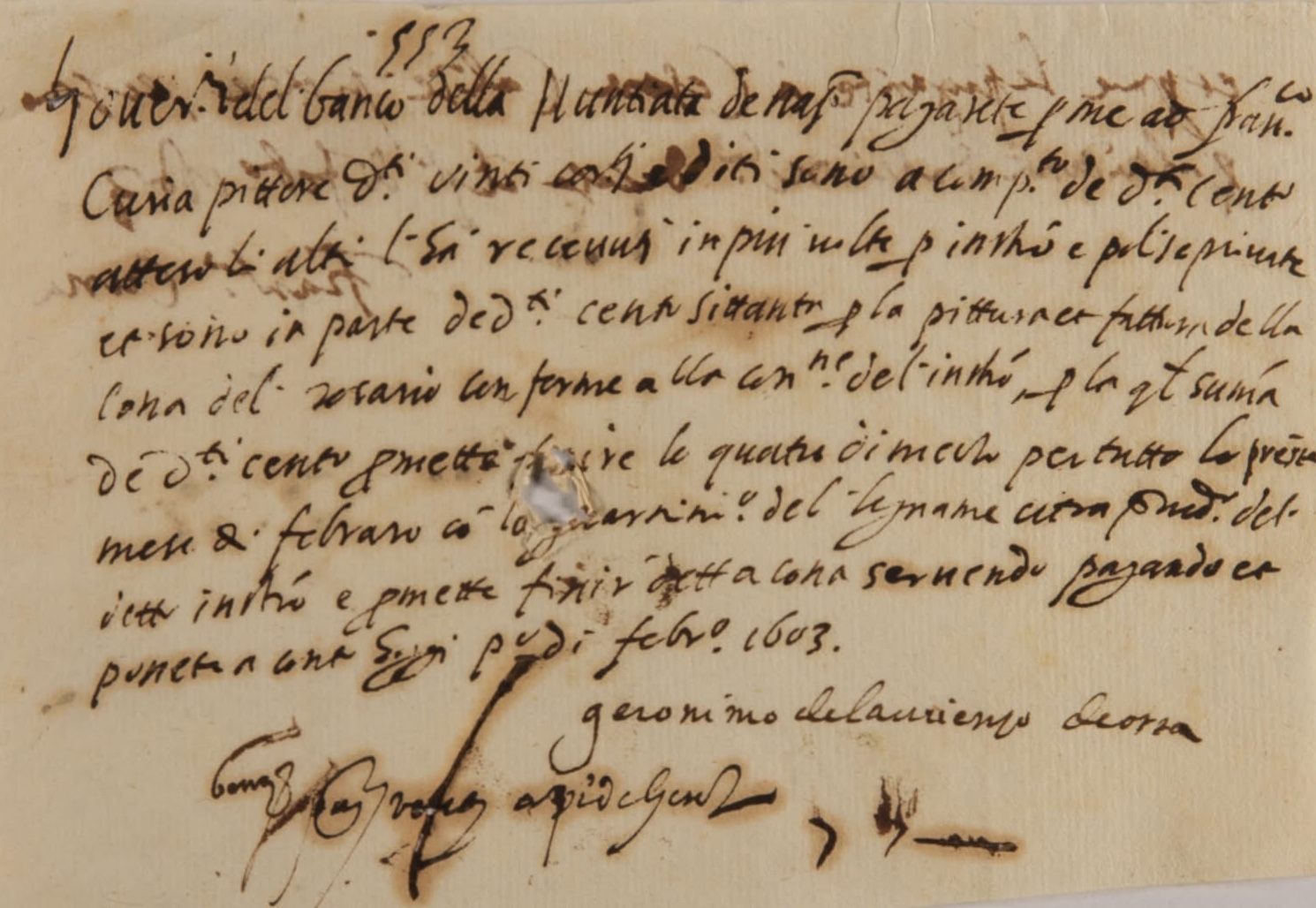
Atto notarile di commissione dell'opera

La commissione della Cona d'altare della Madonna del Rosario con i misteri, Dio nella cimasa con ai lati due icone mariane e i confratelli incappucciati in orazione davanti al Crocifisso nella predella, è documentata da un pagamento datato primo febbraio 1603, in cui attraverso il Banco dell'Ave Gratia Plena l'economo della Confraternita, Geronimo de Laurienzo di Orta, versava a Francesco Curia 20 ducati a titolo di acconto per portare a termine il pannello centrale della cona entro il mese di febbraio dello stesso anno. Probabilmente le cose non andarono come sperate.
Il documento rende noto anche che l'intera opera costò 170 ducati (l'equivalenza di circa 4250 euro)  e che l'acconto di 20 ducati del primo febbraio 1603 fu girato poi dal Curia in favore del pittore Cesare Calise di Ischia, artista modesto che dovette in qualche modo partecipare all'esecuzione del dipinto atellano senza ricoprire un ruolo di grande rilievo.  Il 12 settembre del 1980, furono trafugati i 15 pannelli relativi ai Misteri del Rosario, più i 2 angolari della predella raffiguranti san Francesco d'Assisi a sinistra e san Francesco di Paola a destra. La mancanza dei pannelli raffiguranti i Misteri, non permette di verificare se Calise avesse potuto avere un ruolo nell'esecuzione di parte di essi. Allo stato attuale la Cona del Rosario, almeno per le parti note, sembra essere tutta frutto della mano di Francesco Curia, anche se il fatto che Calise ricevette da quel pittore 20 ducati, non è un dato trascurabile.
Non è certa l'epoca in cui era prevista la consegna delle restanti parti utili a completare l'intera macchina d'altare: cimasa, predella, pannello centrale e i diciassette pannelli in cui erano raffigurati i misteri del Rosario, più quello con san Francesco di Paola e quello con san Francesco di Assisi; né se il pittore riuscisse a rispettare il termine per la consegna del solo pannello centrale, previsto per la fine del mese di febbraio del 1603. Un dato, però, è certo: nel 1611, anno della visita del vescovo Filippo Spinelli, sull'altare non consacrato della Cappella, vi era ancora il quadro parvo, pertanto, in quell'anno la cona di Curia non era stata posta in opera, forse perché non ancora completata a causa dei molti incarichi che Francesco Curia riceveva e dal suo precario stato di salute. L'allestimento dieci anni dopo, in occasione della visita del vescovo Carlo Carafa, risulta diverso: nel 1621 Carafa trovava sull'altare della cappella una cona, questa volta quella di Curia, con una cornice in legno, al cui centro era raffigurata la Madonna del Rosario mentre nei pannelli laterali erano i quindici misteri. La struttura in legno era soprastata da un baldacchino in ferro a cui era saldamente agganciato un panno di tela ceruleo, il quale aveva la funzione di coprire i dipinti sottostanti. Probabilmente per questo motivo la Confraternita si attardò a collocare la nuova Cona sull'altare e dunque probabilmente Curia aveva terminato già prima del 1608 il pannello centrale della Cona ma si attendeva il completamento del baldacchino, necessario per proteggere la nuova e prestigiosa macchina d'altare dalla polvere e dai danni che avrebbero potuto provocare il fumo delle candele.

## Descrizione

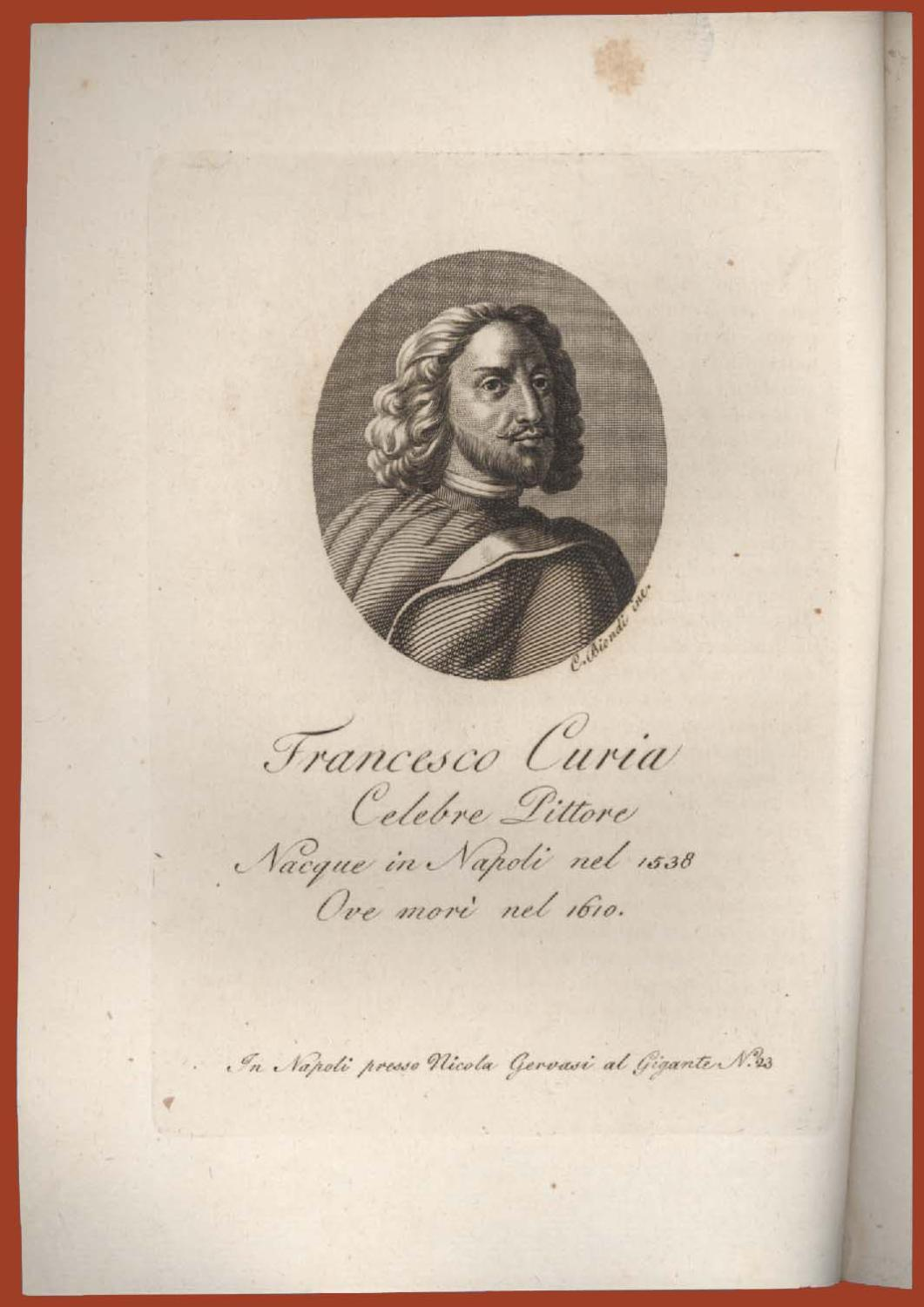
Ritratto di Francesco Curia

Curia eseguì l'opera di Orta nel pieno della sua maturità e dopo essersi perfezionato con i suoi ultimi viaggi. L'artista si recò prima a Roma dove completò il suo perfezionamento artistico fungendo da protagonista di un'illustre commissione nella Capitale; successivamente, nei primi anni del Seicento, si recò a Milano, dove si lasciò ispirare dal pittore Giulio Cesare Procaccini, i cui personaggi sono caratterizzati da espressioni dolci e sorridenti che Curia combinò con soluzioni sue fantasiose ed anti-classiche. Ritornato nel territorio partenopeo, gli inizi del nuovo secolo segnarono per Curia una fase di lavoro particolarmente intensa e impegnativa. Nel 1601 esegue la Madonna del Rosario di Prepezzano, oggi conservata nel museo diocesano di Salerno e, nel 1603, replica l'analogo soggetto per la parrocchiale di Orta di Atella. Da questi dipinti Giuseppe Marullo ed altri stanzioneschi preleveranno gli angioletti che svolazzano in alto nella composizione.

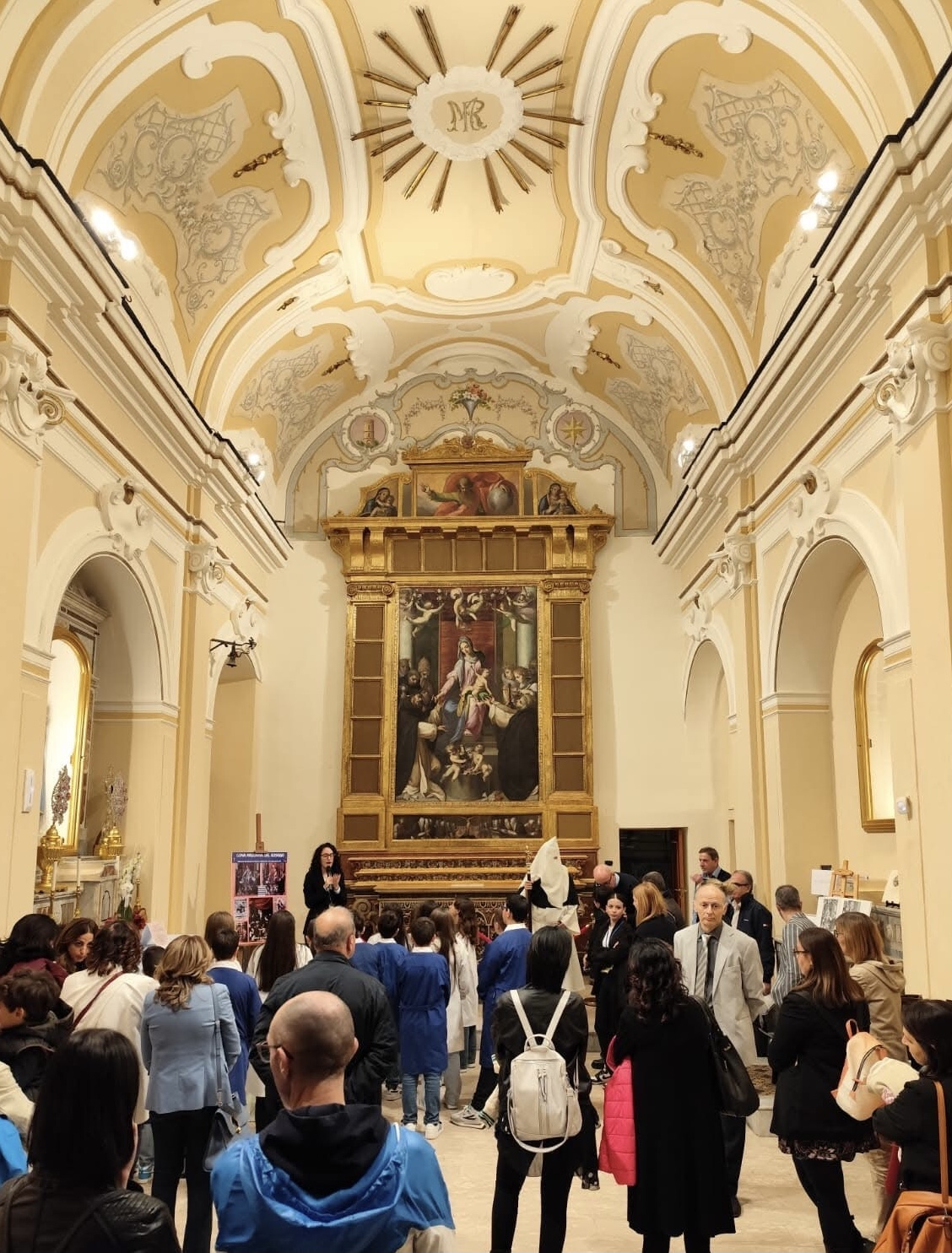
Dipinto in orario di apertura ai visitatori

Il dipinto, in olio su tavola di elegante fattura, è ricco di un linguaggio espressivo dalla forte capacità comunicativa ed emozionale. Il volto dolce di Maria e il gesto garbato, generoso ed accogliente, la compostezza formale sembrano toccare direttamente l'animo dei fedeli tanto da provocare una commozione che subito si trasforma in sentimento devoto.
È la ricerca di un'arte, che senza pretendere di rivelare o spiegare la verità della fede, stimolasse un sentimento religioso suggerendo ai fedeli l'atteggiamento da assumere di computa devozione verso Dio e di umiltà verso gli uomini. Per questo Curia guarderà a colui che fu considerato il pittore del sentimento: Correggio.
Se Curia si attiene  dal punto di vista figurativo, alla consolidata iconografia controriformista che prescriveva di raffigurare san Domenico e santa Caterina da Siena in compagnia di altri santi e sante non si lascia imbrigliare ed esprimerà con quest'opera un'ultima fiammata di manierismo internazionale sulla scia di una folta schiera di pittori forestieri, per lo più di origine fiamminga di stanza a Napoli che, di tanto in tanto, ritornavano nelle terre di origine e intrattenevano rapporti con Roma, ponendo Napoli all'interno di un circuito internazionale.
Di fatti, la Madonna del Rosario di Orta risente maggiormente per impaginazione, per impostazione iconografica e per tipologie fisiche l'influenza romana rispetto a ciò che si elaborava in quegli anni nella Madonna con Bambino e Ss. Pietro e Paolo di Teodoro d'Errico capitale del vice regno. In particolar modo ciò si evince dalla differenza con la pittura di Teodoro d'Errico, dai canoni del manierismo internazionale, da Girolamo Imparato ma anche dalle opere di Aert Mytens.
Il riferimento a Correggio presente nella Pala lo si deve alle diffuse incisioni di Hendrick Goltzius e Cornelis Cort, dai quali apprese gli elementi salienti della cultura nordica più aggiornata.
Altro modello di riferimento è stato Federico Barocci i cui personaggi sono percorsi dal fremito di una spiritualità caritativa alla cui fonte vi è l'apostolato moderno di san Filippo Neri. Curia colloca il Bambino in grembo ad una giovane Vergine che discende dalla Immacolata concezione di Federico Barocci ma è ancora più vicina ad un disegno preparatorio dello stesso pittore. 

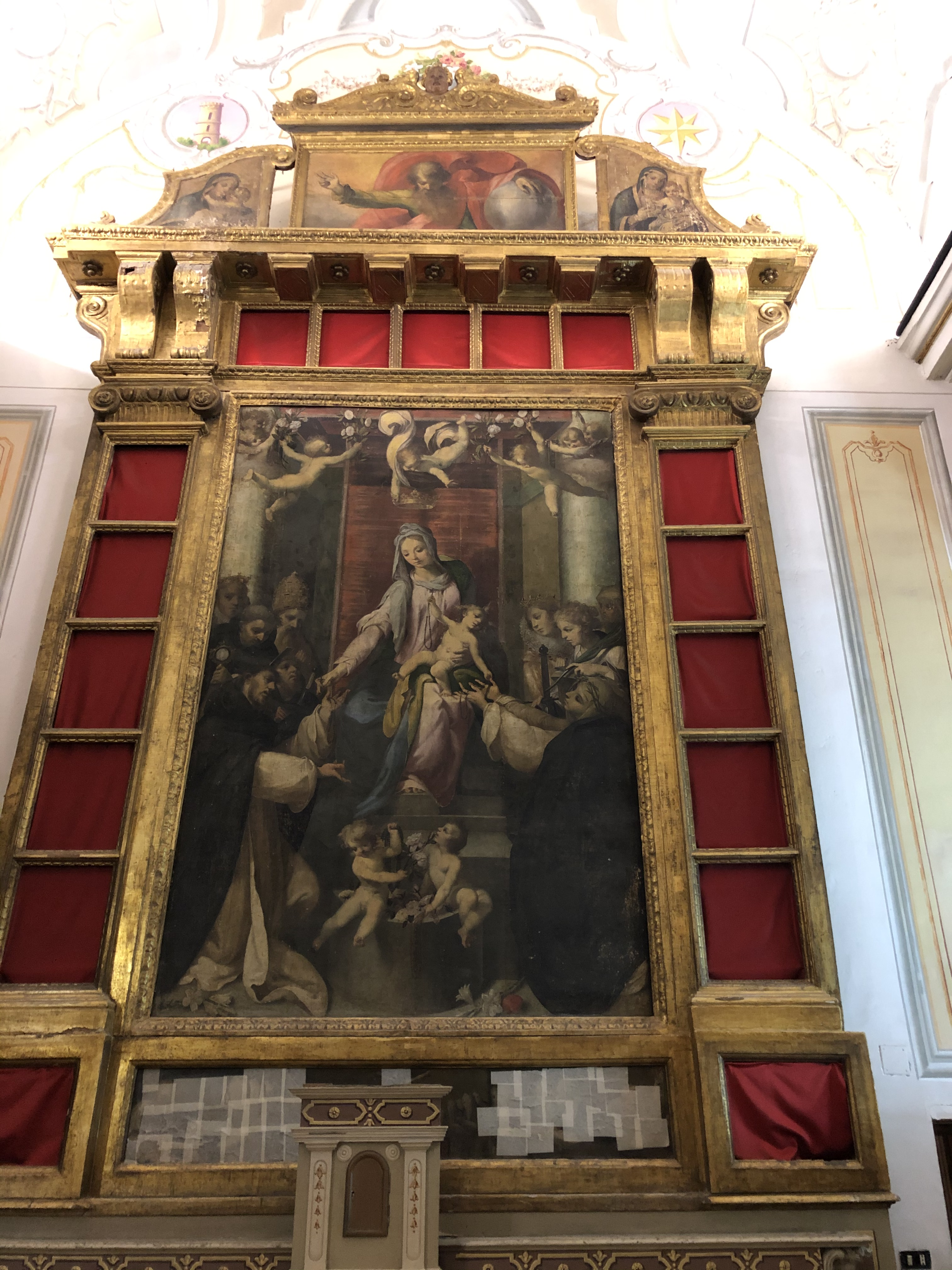
Opera prima del restauro inaugurato il 31 Ottobre 2024

Curia sembra guardare anche la Madonna del Rosario di Lorenzo Lotto per la posizione sbilenca del Bambino in grembo alla Vergine e per i due angioletti giocosi che nell'opera di Lotto spargono petali di rose da un cestone di vimini, secondo le pratiche devozionali che riguardavano anche la confraternita stessa, usate durante le processioni dedicate a Maria.
Nella pala, in alto, tornano a volteggiare a mezz'aria i putti che Curia apprese a Roma da Raffaello, ma più maldestri; inoltre, per la realizzazione dei putti Curia si ispirò anche al pittore spagnolo Pedro Roviale rifacendosi alle opere di Sulmona; il putto in picchiata compariva nell'Annunciazione di Capodimonte e figurava al centro della composizione della Pietatella a Carbonara. Si notano le tendenze della tarda maniera soprattutto nelle pose dei personaggi e nei colori ma si esprime con un linguaggio popolare dolce e sapientemente carezzevole.

## Personaggi nell'opera
La parte inferiore della rappresentazione ha come protagonisti i Santi domenicani che rendono omaggio alla Vergine. La Madonna del Rosario col Bambino in grembo sta dando a san Domenico inginocchiato la corona del rosario per sconfiggere l'eresia.
Da sinistra, dopo la figura di San Domenico si succedono i santi domenicani:
- San Pietro Martire. È ricordato in particolare per la sua tenace opposizione alle eresie, causa del suo  assassinio da parte di alcuni sicari che, armati di falcastro, gli conficcarono l'arma nel cranio e un coltello nel petto. Le agiografie riportano che intinse un dito nel proprio sangue e con esso scrisse per terra la parola "Credo";

- San Giacinto. Nell'iconografia, il santo appare vestito con l'abito domenicano e porta in una mano l'ostensorio e nell'altra una statua della Madonna; questa simbologia riprende un racconto del XVI secolo secondo cui san Giacinto fuggiva con l'ostensorio durante l'attacco dei Tartari a Kiev e fu richiamato da Maria perché prendesse con sé anche la sua statua;
- Diego d'Acebo. È stato un vescovo cattolico spagnolo della diocesi di Osma e co-fondatore nel 1205 della prima comunità dell'Ordine dei frati predicatori, insieme a san Domenico di Guzmán. Papa Innocenzo III,  li indirizzò in Linguadoca per contrastare gli eretici catari;
- Santa Caterina da Siena, sulla destra. Viene raffigurata con la veste bianca mantata di nero dell'ordine domenicano, il giglio, la corona di spine, le stimmate e un libro;
- Santa Caterina d'Alessandria. L'imperatore romano Massimino Daia convocò un gruppo di retori affinché la convincessero a onorare gli dei e la chiese in sposa. I retori non solo non riuscirono a convertirla, ma essi stessi, per l'eloquenza di Caterina, furono convertiti al Cristianesimo;
- In alto a sinistra e a destra un re ed una regina, principi e prelati sono stati gli artefici della spedizione contro l'Islam che avrà termine con la battaglia di Lepanto. Ma, essendo il Sud viceregno della Spagna, potrebbe anche essere un omaggio a re Filippo III di Spagna e alla consorte Margherita d'Austria;
- in alto, una cimasa con Dio Padre tra icone di Maria;
- infine, una regina e un'altra figura non ancora identificate.

## L'opera e la Confraternita di Orta
Francesco Curia dimostra che, nonostante l'impianto compositivo convenzionale, non esaurisce la sua vena sperimentale. I nuovi fermenti del Manierismo di Curia affiorano soprattutto nella predella dove viene immortalata una scena della vita spirituale della Congregazione con i confratelli incappucciati e oranti attorno ad un Cristo crocifisso in carne ed ossa, ma non tutti egualmente intenti alla devozione; alcuni, infatti, sono raffigurati nel momento di una discussione come nella Disputa del Sacramento di Raffaello.
Due figure che prendono parte al momento, ma decisamente più libere e non incappucciate, sono la figura di sinistra che probabilmente è atta a leggere un passo della Crocifissione e quella di destra bassanesca impegnata a soffiare sul turibolo lustro per ravvivare la brace d'incenso con conseguenti riverberi di riflesso.
L'importanza secondaria cui era destinata questa tavoletta e la scelta di un episodio legato alla vita religiosa dei committenti gli consentono, com'era stato per Teodoro D'Errico nella pala di Santa Maria a Vico, una maggior libertà d'inventiva e la possibilità di sperimentare soluzioni formali più naturalistiche, come, per esempio, nell'uso di una luce calda che esalta i cappucci bianchi dei confratelli riuniti in preghiera nell'invaso di una stanza più buia.
Dunque fanno ala al Crocifisso i membri militanti della Confraternita di Orta che gesticolano e discutono il mistero della crocifissione. Questa predella risulta particolarmente cara al popolo ortese perché dà informazioni circa i costumi della Confraternita di Orta. Sullo sfondo dietro al Crocifisso, raffigurati con un tocco evanescente, vi sono inoltre i personaggi storici della Crocifissione di Cristo. 

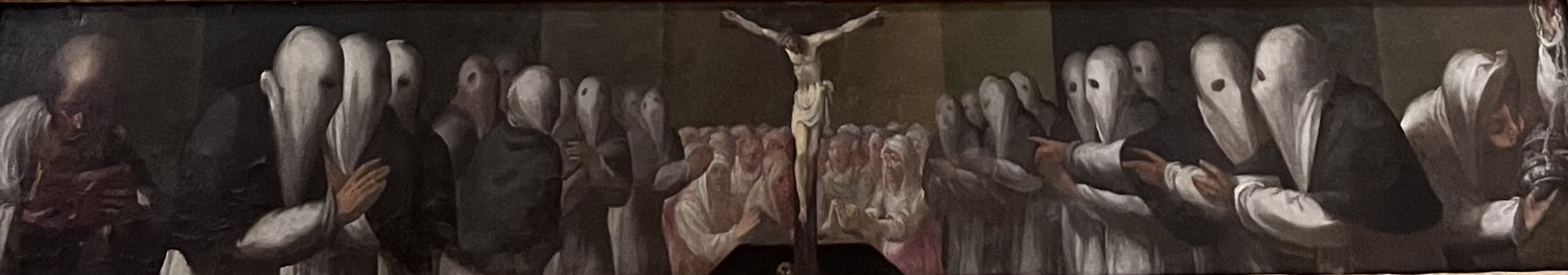
Confraternita del Rosario di Orta